# Slatina (Kruševac)
Pour les articles homonymes, voir Slatina.
Slatina (en serbe cyrillique : Слатина) est un village de Serbie situé sur le territoire de la ville de Kruševac, district de Rasina. Au recensement de 2011, il comptait 92 habitants.

## Démographie
| 1948 | 1953 | 1961 | 1971 | 1981 | 1991 | 2002 | 2011 |
| ---- | ---- | ---- | ---- | ---- | ---- | ---- | ---- |
| 121  | 119  | 124  | 121  | 120  | 117  | 104  | 92   |

|  |